# Cypricercini
Tribu
Les Cypricercini sont une tribu de crustacés de la classe des ostracodes, de la sous-classe des Podocopa, de l'ordre des Podocopida, du sous-ordre des Cypridocopina, de la famille des Cyprididae et de la sous-famille des Cypricercinae.

## Liste des genres
Bradleycypris – Cypricercus (type) – Pseudostrandesia – Strandesia